# ديك واليس
ديك واليس (بالإنجليزية: Dick Wallis)‏ هو سياسي أمريكي، ولد في 25 سبتمبر 1931. حزبياً، نشط في الحزب الجمهوري. وقد انتخب عضو مجلس نواب وايومنغ.